# 사백어
사백어 (死白魚/Leucopsarion petersii)는 농어목 망둑어과에 속하는 물고기이며, 거제말로 '뱅아리','병아리'등으로 불리고, 암컷이 수컷보다 크며, 산란기에 암컷의 복부가 부풀어 오르고 검은 점들이 생긴다. 몸 길이는 3 ~ 5 cm이다.